# كامي إثريدج
كامي إثريدج (بالإنجليزية: Kamie Ethridge) مواليد 21 أبريل 1964 في هيرفورد، هي لاعبة كرة سلة أمريكية معتزلة تحولت إلى التدريب بعد الاعتزال. بدأت مسيرتها الاحترافية في سنة 1988. شاركت في دورة الألعاب الأولمبية الصيفية سنة 1988. اعتزلت اللعب في 1989.

## الميداليات
| الميدالية | المسابقة                           |
| --------- | ---------------------------------- |
| ذهبية     | الألعاب الأولمبية الصيفية 1988     |
| ذهبية     | كأس العالم لكرة السلة للسيدات 1986 |
| ذهبية     | دورة الألعاب الأمريكية 1987        |

## روابط خارجية
- كامي إثريدج على موقع الاتحاد الدولي لكرة السلة (الإنجليزية)
- كامي إثريدج على موقع كلية كرة السلة في سبورتس رفرنس.كوم (الإنجليزية)
- كامي إثريدج على موقع قاعة مشاهير كرة السلة للسيدات (الإنجليزية)
- كامي إثريدج على موقع كلية كرة السلة في سبورتس رفرنس.كوم (الإنجليزية)
- كامي إثريدج على موقع سبورتس رفرنس (الإنجليزية)
- كامي إثريدج على موقع اللجنة الأولمبية الدولية (الإنجليزية)
- كامي إثريدج على موقع أوليمبيديا (الإنجليزية)